# Parki narodowe w Nowej Zelandii

Parki narodowe na mapie Nowej Zelandii.

Parki narodowe w Nowej Zelandii - na terenie Nowej Zelandii zostało utworzonych 14 parków narodowych, które zarządzane są przez Department of Conservation. Łącznie parki narodowe Nowej Zelandii zajmują powierzchnie ponad 30 tys. km² co stanowi około 10% powierzchni kraju. Pierwszym parkiem założonym na terenie kraju był Park Narodowy Tongariro w roku 1887, ponadto obecnie pięć parków narodowych jest wpisanych na listę światowego dziedzictwa UNESCO. 
Ustawa z roku 1980 (ang. National Parks Act 1980) przewiduje tworzenie parku narodowego i rezerwatu na terenie wyróżniającym się naturalnymi cechami lub systemem ekologicznym ważnym ze względu naukowego. Ustawa przewiduje również udostępnienie obszarów parku narodowego w celu zwiedzania przez społeczeństwo z zachowaniem odpowiednich regulacji prawnych w celu ochrony i zachowania rodzimej fauny i flory. Stwierdza również, że parki narodowe powinny być w jak największym stopniu zachowane w stanie pierwotnym w odniesieniu do gleb, wód i lasów. Gatunki napływowe w sytuacji gdy ich występowanie będzie zagrażać rodzimej faunie i florze muszą zostać wytępione. Na terenie parku możliwa jest działalność szlaków i budynków badawczych w celu prowadzenia badań naukowych. Ponadto ustawa zezwala na działanie schronisk, campingów, wyciągów narciarskich oraz parkingów. Niektóre usługi na terenach parków narodowych takie jak piesze wycieczki lub nauka jazdy na nartach mogą być świadczone przez prywatne firmy na podstawie koncesji wydanej przez Department of Conservation.            

## Parki Narodowe
| Lp. | Zdjęcie | Nazwa parku narodowego             | Rok utworzenia | Powierzchnia (km²) | Położenie        | Uwagi                                                           |
| --- | ------- | ---------------------------------- | -------------- | ------------------ | ---------------- | --------------------------------------------------------------- |
| 1.  |         | Abel Tasman National Park          | 1942           | 225                | Wyspa Południowa |                                                                 |
| 2.  |         | Arthur’s Pass National Park        | 1929           | 1143               | Wyspa Południowa |                                                                 |
| 3.  |         | Park Narodowy Egmont               | 1900           | 335                | Wyspa Północna   |                                                                 |
| 4.  |         | Fiordland National Park            | 1952           | 12500              | Wyspa Południowa | Wpisany na listę światowego dziedzictwa UNESCO - Te Wahipounamu |
| 5.  |         | Park Narodowy Góry Cooka           | 1953           | 707                | Wyspa Południowa | Wpisany na listę światowego dziedzictwa UNESCO - Te Wahipounamu |
| 6.  |         | Kahurangi National Park            | 1996           | 4520               | Wyspa Południowa |                                                                 |
| 7.  |         | Mount Aspiring National Park       | 1964           | 3555               | Wyspa Południowa | Wpisany na listę światowego dziedzictwa UNESCO - Te Wahipounamu |
| 8.  |         | Nelson Lakes National Park         | 1956           | 1020               | Wyspa Południowa |                                                                 |
| 9.  |         | Paparoa National Park              | 1987           | 306                | Wyspa Południowa |                                                                 |
| 10. |         | Park Narodowy Rakiura              | 2002           | 1570               | Wyspa Stewart    |                                                                 |
| 11. |         | Park Narodowy Te Urewera           | 1954           | 2127               | Wyspa Północna   |                                                                 |
| 12. |         | Park Narodowy Tongariro            | 1887           | 796                | Wyspa Północna   | Wpisany na listę światowego dziedzictwa UNESCO                  |
| 13. |         | Westland Tai Poutini National Park | 1960           | 1175               | Wyspa Południowa | Wpisany na listę światowego dziedzictwa UNESCO - Te Wahipounamu |
| 14. |         | Park Narodowy Whanganui            | 1986           | 742                | Wyspa Północna   |                                                                 |